# Protaetia pryeri
Protaetia pryeri es una especie de escarabajo del género Protaetia, familia Scarabaeidae. Fue descrita por Janson en 1888.
Especie nativa de la región paleártica. Habita en Japón.

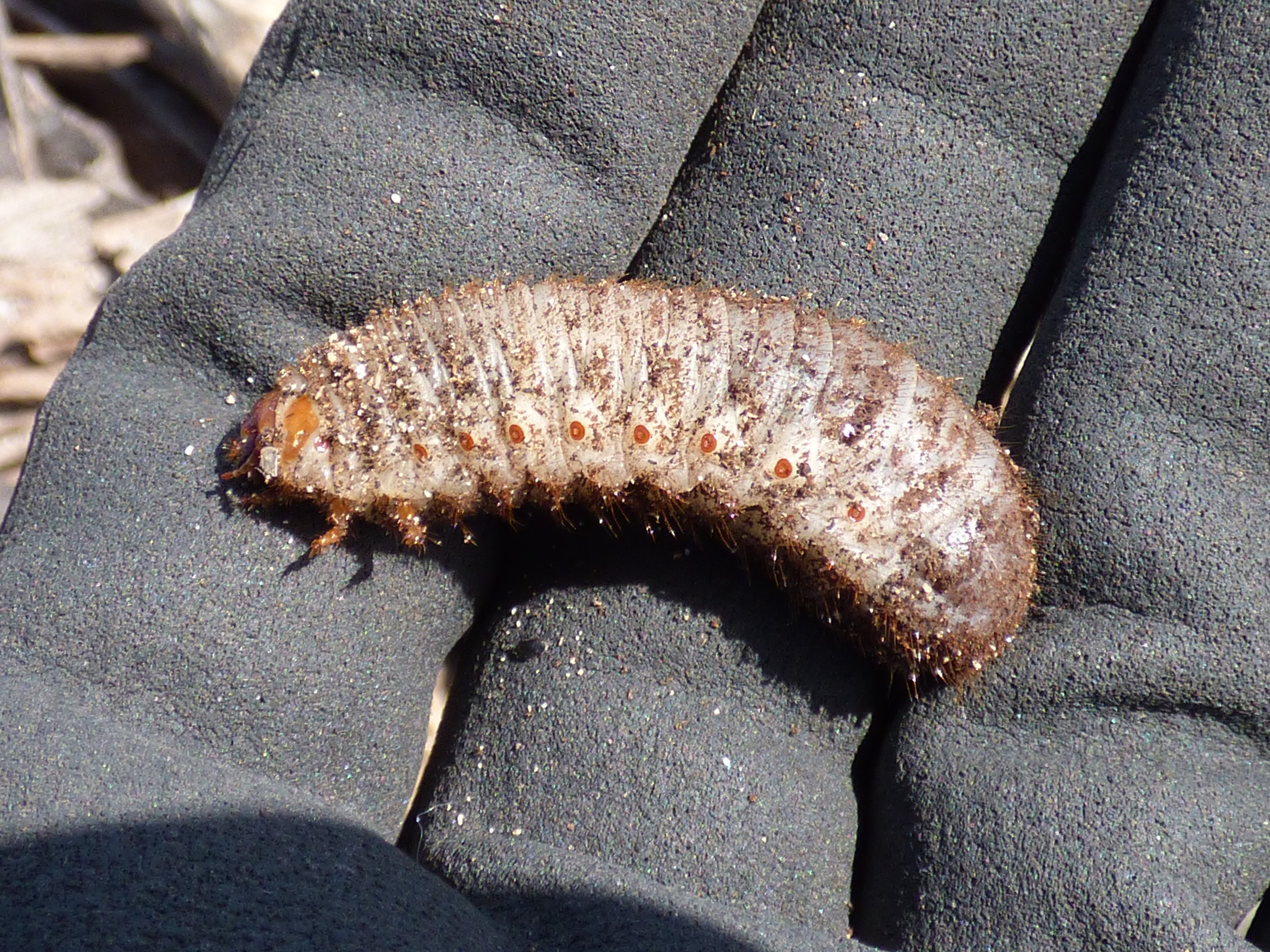
Protaetia pryeri, larva